# Batalla de Bajmach

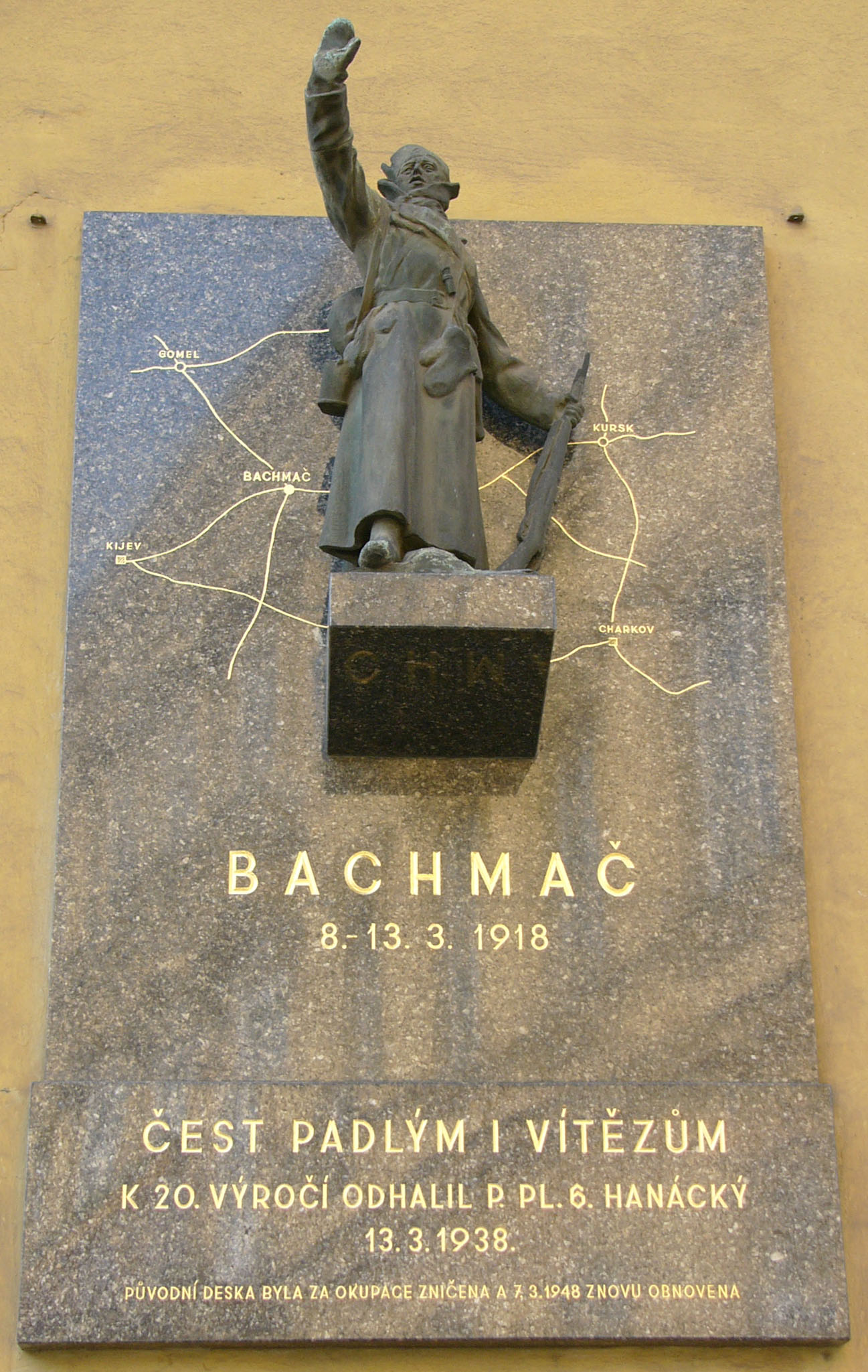
Placa conmemorativa de la Batalla de Bájmach en Olomouc (República Checa).

La Batalla de Bájmach (en checo: Bitva u Bachmače) fue una batalla entre la Legión Checoslovaca dentro del Ejército Rojo y las fuerzas alemanas, presentes en el territorio ucraniano tras la firma por la República Popular Ucraniana del Tratado de Brest-Litovsk con los Imperios Centrales el 9 de febrero de 1918. La batalla se llevó a cabo entre el 8 de marzo de 1918 en la ciudad de Bájmach (Бахмач), hoy en Ucrania.
La Legión se las compuso para escapar del cerco. El 3 de marzo de 1918, la Rusia Soviética, controlada por los bolcheviques, firmó su propio Tratado de Brest-Litovsk con Alemania. Los ejércitos alemanes y austrohúngaros iniciaron la ocupación sin mucha resistencia. La Legión Checoslovaca (sobre 42.000 soldados), hasta ese momento ocupados en batallas de retirada con esos ejércitos, inició el camino para escapar de Rusia por el ferrocarril Transiberiano.
El 8 de marzo, los alemanes alcanzan Bájmach, un importante nudo ferroviario, dejando a la Legión en peligro de ser rodeada. La amenaza era grave, porque los legionarios capturados eran sumariamente ejecutados como traidores por el Imperio austrohúngaro. Los regimientos de fusileros 6º Hanacky (Hanácký) y el 7º Tatransky (Tatranský), junto con el Batallón de Asalto del Cuerpo Legionario del Ejército Checoslovaco establecieron una línea de defensa en el pueblo, contra las divisiones de infantería alemanas 91.ª y 224.ª. Los combates se inician el 10 de marzo y duraron hasta que el último tren con legionarios deja la población, continuando su camino a Vladivostok.
Las pérdidas de la legión fueron: 145 muertos, 210 heridos y 41 desaparecidos. La estimación de las pérdidas alemanas se cuentan alrededor de 300 muertos, y cientos de heridos.
Al igual que la Batalla de Zbórov de 1917, o el “Anabasis” Siberiano (trayecto de evacuación vía Liberia), la batalla de Bájmach viene a ser uno de los símbolos de la Legión Checoslovaca en su lucha por la independencia.